# الغافلة (حبيش)

تعديل مصدري - تعديل

الغافلة هي إحدى قرى عزلة المشيرق بمديرية حبيش التابعة لمحافظة إب، بلغ تعداد سكانها 130 نسمة حسب تعداد اليمن لعام 2004.